# Лукошкин, Анатолий Петрович
Анато́лий Петро́вич Луко́шкин (1929-2022) — российский учёный, доктор технических наук, специалист в области радиотехники. Ректор ЛИАП-ГААП-ГУАП в 1978—1999 годах. Заслуженный деятель науки и техники РСФСР, почётный работник высшего образования России, почётный работник науки и техники Российской Федерации (2010).

## Биография
- В 1953 году окончил ЛИАП (ныне — Санкт-Петербургский государственный университет аэрокосмического приборостроения — ГУАП).
- В 1960 году защитил диссертацию кандидата технических наук.
- В 1970 году защитил диссертацию доктора технических наук.
- В 1971 году присвоено звание профессора.
- В 1971—1978 годах — заведующий кафедрой радиотехнических систем.
- В 1978—1999 годах — ректор ЛИАП.
- С 1999 года — советник ректората.
- С 2011 года — член Наблюдательного совета ГУАП.

### Награды
- Орден Дружбы народов
- Орден Трудового Красного Знамени
- Орден Октябрьской Революции

### Научная и общественная деятельность
Один из основателей в ЛИАП-ГУАП научной школы по повышению помехозащищённости радиотехнических систем. Под его руководством в вузе было создано новое научное направление по исследованию многоканальных помехозащищённых радиотехнических систем, предназначенных для управления авиационными и космическими объектами, проводились работы для ракетно-космической системы «Энергия-Буран». Внёс значительный вклад в разработку теории адаптивных цифровых многоканальных систем, в развитие теории нелинейной фильтрации марковских процессов.
В 1992 году стал один из организаторов создания Союза ректоров России. C 1993 года — вице-президент Международной академии наук высшей школы.

## Книги
- Лукошкин А. П. Радиолокационные усилители с большим диапазоном входных сигналов. — М.: Сов. радио, 1964. — 254 с.
- Голубков А. П., Лукошкин А. П. Расчет и проектирование логарифмических усилителей промежуточной частоты. — Л.: Изд-во ЛИАП, 1966. — 64 с.
- А. П. Лукошкин, И. Г. Киренский, О. В. Петров. Усилители на транзисторах со стабильными фазовыми характеристиками. — М.: Энергия, 1973. — 112 с.
- Обнаружение радиосигналов на фоне шумовых помех / А. П. Лукошкин, Б. В. Устинов. — Л.: Изд-во ЛЭТИ, 1981. — 100 с.
- Устройства выделения локационных сигналов из помех / ред. А. П. Лукошкин. — Л.: Изд-во Ленинградского университета, 1982. — 230 с.
- Обработка сигналов в адаптивных антенных решетках / А. К. Журавлев, А. П. Лукошкин, С. С. Поддубный. — Л.: Изд-во Ленинградского университета, 1983. —  239 с.
- Обработка сигналов в многоканальных РЛС/ А. П. Лукошкин, С. С. Каринский, А. А. Шаталов и др. — М.: Радио и связь, 1983. — 328 с.
- Обработка сигналов в радиотехнических системах/ А. Елисеев и др.; ред. А. П. Лукошкин. — Л.: Изд-во Ленинградского университета, 1987. — 400 с.
- Помехоустойчивые устройства систем управления летательными аппаратами/ ред. А. А. Елисеев, А. П. Лукошкин. — М.: Изд-во МПИ, 1989. — 304 с.
- Радиолокация сложных целей. Разрешение и распознавание: монография/ А. П. Лукошкин, В. С. Давыдов, А. А. Шаталов, А. Б. Ястребков. — СПб.: Янис, 1993. — 284 с.